# تیراندازی در المپیک تابستانی ۱۹۹۲
تیراندازی در بازی‌های المپیک تابستانی ۱۹۹۲ نام رویداد ورزش تیراندازی در بازی‌های المپیک تابستانی بود که در سال ۱۹۹۲ برگزار شد. این مسابقات از ۱۳ بخش تشکیل شده بود که ۷ بخش برای مردان و ۴ بخش برای زنان و دو بخش آزاد بود.

## جدول مدال‌ها
| رتبه  | کشور                           | طلا | نقره | برنز | مجموع |
| ۱     | تیم متحد (EUN)                 | ۵   | ۲    | ۱    | ۸     |
| ۲     | چین (CHN)                      | ۲   | ۲    | ۰    | ۴     |
| ۳     | آلمان (GER)                    | ۲   | ۰    | ۱    | ۳     |
| ۴     | کره جنوبی (KOR)                | ۲   | ۰    | ۰    | ۲     |
| ۵     | ایالات متحده آمریکا (USA)      | ۱   | ۱    | ۰    | ۲     |
| ۶     | چکسلواکی (TCH)                 | ۱   | ۰    | ۱    | ۲     |
| ۷     | بلغارستان (BUL)                | ۰   | ۲    | ۱    | ۳     |
| ۸     | شرکت‌کنندگان مستقل المپیک (IOP) | ۰   | ۱    | ۲    | ۳     |
| ۹     | ژاپن (JPN)                     | ۰   | ۱    | ۱    | ۲     |
| ۱۰    | فرانسه (FRA)                   | ۰   | ۱    | ۰    | ۱     |
| ۱۰    | لتونی (LAT)                    | ۰   | ۱    | ۰    | ۱     |
| ۱۰    | نروژ (NOR)                     | ۰   | ۱    | ۰    | ۱     |
| ۱۰    | پرو (PER)                      | ۰   | ۱    | ۰    | ۱     |
| ۱۴    | ایتالیا (ITA)                  | ۰   | ۰    | ۲    | ۲     |
| ۱۵    | مغولستان (MGL)                 | ۰   | ۰    | ۱    | ۱     |
| ۱۵    | لهستان (POL)                   | ۰   | ۰    | ۱    | ۱     |
| ۱۵    | رومانی (ROU)                   | ۰   | ۰    | ۱    | ۱     |
| ۱۵    | سوئد (SWE)                     | ۰   | ۰    | ۱    | ۱     |
| مجموع | مجموع                          | ۱۳  | ۱۳   | ۱۳   | ۳۹    |